# Plagiostachys austrosinensis
Plagiostachys austrosinensis är en enhjärtbladig växtart som beskrevs av Te Lin Wu och Sen Jen Chen. Plagiostachys austrosinensis ingår i släktet Plagiostachys och familjen Zingiberaceae. Inga underarter finns listade i Catalogue of Life.